# Auvare
Auvare település Franciaországban, Alpes-Maritimes megyében. Lakosainak száma 50 fő (2022. január 1.). Auvare Beuil, La Croix-sur-Roudoule, Guillaumes, Puget-Rostang és Puget-Théniers községekkel határos.

## Népesség
A település népességének változása:
| Lakosok száma | 13   | 36   | 37   | 53   | 43   | 36   | 31   | 31   | 37   | 50   |
|               | 1968 | 1982 | 1990 | 2006 | 2013 | 2015 | 2017 | 2019 | 2020 | 2022 |